# Dolomedes zatsun
Espèce
Dolomedes zatsun est une espèce d'araignées aranéomorphes de la famille des Dolomedidae.

## Distribution
Cette espèce est endémique de l'archipel Nansei au Japon. Elle se rencontre sur Okinawa.

## Description
La femelle holotype mesure 18,6 mm et le mâle paratype 13,9 mm.

## Systématique et taxinomie
Cette espèce a été décrite par Tanikawa en 2003.

## Étymologie
Son nom d'espèce lui a été donné en référence au lieu de sa découverte, la rivière Zatsun.

## Publication originale
- Tanikawa, 2003 : « Two new species and two newly recorded species of the spider family Pisauridae (Arachnida: Araneae) from Japan. » Acta Arachnologica, vol. 52, p. 35-42.